# マツダ・2ストロークエンジン
マツダ・2ストロークエンジンとは、マツダによって1969年から1977年に掛けて製造された、CC型及びAA型の2種類の360cc2ストローク直列2気筒ガソリンエンジンである。

## 概要
マツダの軽自動車用360 ccエンジンは、1969年（昭和44年）までは戦前より手がけていたオート三輪由来の空冷4ストロークOHV、V型2気筒のBA型/BC型と、1962年（昭和37年）の初代キャロルと共に設計された水冷4ストロークOHV直列4気筒のDA型が存在していたが、前者は不等間隔爆発となる4ストロークV型2気筒というレイアウトに起因するアイドリング時の振動、後者は世界的にも稀な小排気量4気筒エンジンという意欲作ながらも、一気筒当たりの爆発エネルギーの小ささから低速トルクの不足といった問題などから、軽量で排煙が少なく、耐久性や燃費の面で有利であったにもかかわらず、他社の2ストローク直列2気筒や4ストロークSOHC直列2気筒搭載の軽自動車に性能面・販売面で水をあけられている状況であった。
折しも、マツダは1960年（昭和35年）より西ドイツ（当時）のNSU社との技術提携でロータリーエンジンの開発に着手。ヒット作であったK360などを手がけていた山本健一ら主力の技術者をロータリー開発部門に引き抜かれてしまった事も、軽自動車部門のエンジン開発が他社に比べて振るわない一因ともなっていた。マツダは起死回生の策として初代キャロルをベース車両に、軽自動車用1ローターエンジンである3A型の開発を重ねていたが、運輸省からの認可が降りず、軽自動車としての市販を断念、1970年（昭和45年）にキャロルは製造終了となった。キャロルと共に一時代を築いたR360クーペも前年の1969年（昭和44年）に販売を終了しており、マツダは一時軽乗用車から撤退する事態を迎える事となった。
このような状況の中、ボンネット型のポーターバンやポータートラックと併売される形で1969（昭和44年）年に発売されたキャブオーバー型軽トラックであるポーターキャブ用のエンジンとして新たに市場に投入されたのが、空冷2ストローク直列2気筒の新型エンジン、CC型であった。
マツダはそれまで2ストロークエンジンの開発経験がほとんどなく、1931年（昭和6年）にオート三輪市場へ参入して以降も一貫して4ストロークOHVを採用していたため、CC型の開発に当たってはブリヂストン（ブリヂストンサイクル工業、以下BS）から2ストロークエンジンの開発経験のある技術者を招聘する事となった。
BSは1952年（昭和27年）以降、一貫して2ストロークのオートバイ用エンジンを製作していたが、1966年（昭和41年）には日本市場から撤退。北米輸出も1971年（昭和46年）に終了して完全に事業撤退することとなった。オートバイ部門の生産設備は1972年（昭和47年）に田中工業へ譲渡され、BSにおける実質的なオートバイ開発が終了した1967年（昭和42年）頃から技術者たちも順次他社へと離散していく事となったが、この中の一人に1964年（昭和39年）にBSに入社後、1967年（昭和42年）より北米輸出が開始され事業撤退まで好評を博していた空冷2ストローク350 cc、ロータリーディスクバルブ式並列2気筒のブリヂストン・350GTRを手がけた立花啓毅（たちばな・ひろたか）が居た。
立花は1968年（昭和43年）4月にマツダに移籍すると、350GTRでの経験を生かしたロータリーディスクバルブ式の軽自動車用エンジンの開発に着手、僅か1年後の1969年（昭和44年）3月には初代ポーターキャブ用のエンジンとして世に送り出されることとなった。
CC型エンジンはマツダが軽乗用車に復帰する1972年（昭和47年）のマツダ・シャンテの発売に合わせて水冷化されて更に出力を向上、新たにAA型の名が与えられてポーター／ポーターキャブにも転用されることとなった。ロータリーエンジンを大々的に展開していたマツダにとっては、ロータリーディスクバルブ式の採用は「ロータリー」繋がりで技術面でのアピールがしやすいものであり、ポーターキャブやシャンテの商品カタログでも盛んにこの点が強調されていたが、実際の市場の評価は「振動や騒音が大きく、今ひとつ力不足である」との事で、販売面での好転には繋がらなかった。
1973年（昭和48年）、第一次石油危機の勃発で、マツダは普通車部門のロータリーエンジン、軽自動車部門の2ストロークエンジン共に燃費の悪さという面で販売不振の大打撃を被ることとなる。加えて、1970年（昭和45年）に米国で成立した大気浄化法1970年改正法、所謂マスキー法の日本への波及に伴う自動車排出ガス規制の強化に伴い、軽自動車が2ストロークエンジンを採用し続けることが技術的に困難な状況を迎えることとなった。
結局、マツダは1976年（昭和51年）4月1日に施行される昭和51年排出ガス規制内の2ストローク軽自動車向けの特別枠、昭和50年暫定規制にAA型を適合させることが出来ず、シャンテとポーターは同年4月に車両自体の販売を終了、商用車のため昭和50年排出ガス規制値が継続適用される形となったポーターキャブも、この暫定措置の期限（1977年〈昭和52年〉9月末）を前に、三菱自動車工業より550 cc4ストローク直列2気筒の2G23型を調達することとなり、AA型の生産は終了した。
AA型以降マツダは空冷、2ストローク及び直列2気筒エンジンをいずれも手がけておらず、マツダの歴史上では技術的に孤立したエンジン系列となっている。

### CC型
- 性能諸元[17]
- 360 cc 空冷直列2気筒
- 弁型式：ロータリーディスクバルブ
- 排気量：359 cc
- 内径×行程：61.0 mm×61.5 mm
- 圧縮比：8.2
- 最高出力：23 PS/5,500 rpm
- 最大トルク：3.3 kg・m/4,500 rpm
- 使用燃料：無鉛レギュラーガソリン
- 潤滑形式：分離給油（英語版）
- 2ストロークオイル：マツダ・アロー2サイクルオイル[18]
- 採用車種
  - マツダ・ポーターキャブ(KECA53型) 1969年3月 - 1973年2月

最初に登場したエンジン。最高出力は23馬力ながら、最高速度は90 km/hが謳われており、ロータリーディスクバルブは「マツダならではの技術」と喧伝されていた。

### AA型
- 性能諸元[20]
- 360 cc 水冷直列2気筒
- 弁型式：ロータリーディスクバルブ
- 排気量：359 cc
- 内径×行程：61.0 mm×61.5 mm
- 圧縮比：10.0
- 最高出力：35 PS/5,500 rpm
- 最大トルク：4.0 kg・m/4,500 rpm
- 使用燃料：無鉛レギュラーガソリン
- 潤滑形式：分離給油
- 2ストロークオイル：マツダ・アローグリーンスーパーオイル[18]
- 採用車種
  - マツダ・シャンテ(KMAA型) 1972年7月-1976年4月
  - マツダ・ポーター(KBAA型) 1973年2月-1976年4月
  - マツダ・ポーターキャブ(KECB53型) 1973年2月-1977年8月

CC型を水冷化した改良型エンジン。シャンテとポーターには同じ出力のエンジンが搭載されたが、ポーターキャブは最高出力30馬力、最大トルク3.8 kg・mと若干デチューンされたエンジンが搭載された。弁型式はロータリーディスクバルブが引き続き採用され、シャンテのカタログでは「ロータリーエンジンを完成させたマツダの技術が詰め込まれている」と喧伝されていた。
AA型は自動車排出ガス規制の強化に伴い、最大出力が徐々に低下していった。1975年（昭和50年）、シャンテとポーターは33馬力、ポーターキャブは29馬力に下落。翌1976年（昭和51年）にはシャンテとポーターは32馬力となり、そのまま生産終了となった。